# Huang-Lao
Huang-Lao (en chino tradicional, 黃老; en chino simplificado, 黄老; pinyin, Huáng-Lǎo; Wade-Giles, Huang-Lao; literalmente, ‘[escuela del Emperador] Amarillo [y del Maestro] Lao’); o también Huang-Lao zhi dao (黃老之道), "Camino del Emperador Amarillo y el Maestro Lao") fue la escuela de pensamiento china más influyente a principios de la dinastía Han del siglo II a. C., y tiene su origen en un movimiento político-filosófico más amplio hacia soluciones para fortalecer el orden feudal tal como aparece en la política Zhou. No explicada sistemáticamente por el historiógrafo Sima Qian, generalmente se interpreta como una escuela de sincretismo, que se convirtió en una religión importante, y es el comienzo del taoísmo religioso posterior. Fue probablemente el primer movimiento que unió a Laozi, Zhuangzi, el culto al Emperador Amarillo, la Escuela de Naturalistas, elementos de la religión tradicional china y aspectos de las otras Cien escuelas del pensamiento. Inició el uso político del taoísmo con un énfasis práctico, articulando teorías cosmológicas para indicar cómo la administración, la ley y el orden social deberían regularse de acuerdo con el Tao.
El taoísmo Huang-Lao fue la corriente más predominante desde el período de los Reinos Combatientes hasta la dinastía Han. Al enfatizar la búsqueda de la inmortalidad, eruditos modernos como Feng Youlan y Herrlee Creel consideran que este taoísmo de corte religioso es diferente, si no contradictorio, de la corriente más filosófica del taoísmo que se encuentra en el Zhuangzi y/o en el Laozi. Probablemente originados juntos alrededor del año 300 a. C., el Huang-Lao, políticamente dominante, denotaba ambos para gran parte de los Han. Muy favorecido por los gobernantes, dominó la vida intelectual de Qin y los primeros Han junto con el legalismo chino; el término "taoísmo" (dao-jia) probablemente fue acuñado teniendo en mente los contenidos de ambas corrientes.

## Origen
Huang-Lao es un acrónimo, en el que Huang se refiere al Emperador Amarillo (黃帝 Huangdi) y Lao a Laozi (老子). El nombre taoísta relacionado Huanglao jun (en chino tradicional, 黃老君; en chino simplificado, 黄老君; pinyin, Huánglǎojūn; Wade-Giles, Huang-Lao-Chun; literalmente, ‘Señor Huang-Lao’) fue una deificación de Laozi como una personificación mesiánica del Tao.
El término Huang-Lao aparece por primera vez en la obra Memorias históricas (109-91 a. C.), que fue iniciada por Sima Tan y completada por su hijo Sima Qian. Aparece luego en el Libro de Han de Ban Gu (compuesto entre los años 54 y 92). Estas se consideran las dos fuentes principales que proporcionan explícitamente el pensamiento Huang-Lao. Sima Tan había estudiado (posiblemente) con un maestro de la escuela Huang-Lao con un linaje filosófico que se remontaba a la Academia Jixia del período de los Reinos Combatientes en la corte de Qi (la actual Shandong). El origen convencional de la escuela Huang-Lao se remonta a la Casa de Tian en el estado Qi, cuyos gobernantes se dice que favorecieron el pensamiento de Laozi y la elevación del Emperador Amarillo como un ancestro venerado; en intentos filosóficos, religiosos y políticos por legitimar el trono usurpado, se fundó la Academia Jixia para atraer intelectuales, y a partir de ahí se habría expandido esta escuela de pensamiento. Thomas Michael considera que la amplia publicidad del Tao Te Ching alrededor del año 250 a. C. habría llevado directamente a la formación de la escuela Huang-Lao.

## Ideología
Este prólogo de Sima Tan sobre el taoísmo se considera en el mundo académico como una descripción plausible del Huang-Lao del período Han temprano:

"La Escuela del Tao permite que la esencia numinosa del hombre se concentre y unifique, se mueva al unísono con lo informe y provea adecuadamente a la infinidad de cosas. En cuanto a sus métodos, sigue la tendencia general de los naturalistas (Yinyang chia), elige Lo mejor de los confucianos y mohistas y adopta lo esencial de los terminólogos (Ming-chia) y legalistas. Cambia con el tiempo y cambia en respuesta a las cosas; y en el establecimiento de costumbres y en aplicaciones prácticas no es en ninguna parte inadecuado. La orientación gerneral de su enseñanza es simple y fácil de comprender; mucho se logra con poco esfuerzo. Los confucianos se diferencian de esto en que creen que el gobernante es divinamente designado para gobernar al hombre; el gobernante da el primer paso y el ministro sigue su ejemplo. Esto lleva a agotamiento del gobernante, mientras el ministro vive una vida de ocio. El principio del Gran Tao es abandonar la fuerza rígida y la codicia, eliminar la inteligencia, dejar de lado estas cosas y, en cambio, gobernar el reino con las técnicas de la Escuela del Tao. (...) La Escuela del Tao habla de no hacer nada, y también de no dejar nada sin hacer. Es una cuestión sencilla poner estos principios en práctica, aunque la expresión de estos principios es oscura. Sus enseñanzas se basan en un conjunto metafísico de teorías que guían la técnica del acuerdo y el seguimiento. (...) ¿Cómo puede alguien hacer declaraciones sobre cómo gobernará el reino si aún no ha luchado por el control de su unidad espiritual y física?"
Hans van Ess analizó las biografías del Shiji y Hanshu de individuos del siglo II a. C. descritos como seguidores de "Huang-Lao" y descubrió que eran miembros de una facción Huang-Lao o de una facción Ru "confuciana" y de la facción Fa "legalista". El historiador Sima Qian utilizó el término Huang-Lao "como una caracterización de personas pertenecientes a un grupo político que era la facción a la que él también pertenecía". Esos miembros históricos de la facción Huang-Lao tenían tres políticas en común: "oposición a las campañas en el norte" contra los Xiongnu, "afiliación a familias ricas e independientes con una base de poder lejos de la capital" en Chang'an, y "oposición a las medidas para privar a los reyes feudales de su poder".

Sima Qian presenta a lo largo de su obra una tendencia a favorecer esta escuela taoísta, que defendía, por ejemplo, un gobierno minimalista. Esto aparece en los informes en descripciones de ejemplos de tres formas: retirada de la vida política para el cultivo personal y la inmortalidad; delegación de funciones administrativas a subordinados, mientras el gobernante realiza la no acción (wu wei); y la no injerencia en las actividades del pueblo. Él elogia a los reyes que siguieron esta teoría y Sima Qian presenta sus gobiernos como estables, beneficiosos para los comerciantes, caracterizados por impuestos bajos, no intervencionismo, códigos legales simplificados, aversión a los documentos escritos y descentralización de la autoridad entre feudos. Sima Qian llega incluso a afirmar: "Por lo tanto, el tipo más elevado de gobernante acepta la naturaleza de las personas, el segundo mejor conduce a lo que es beneficioso, el siguiente les da instrucción moral, el segundo los obliga a ser ordenados y el peor especie entra en competencia con ellos." Y:

"La sociedad obviamente debe tener agricultores antes de poder comer; silvicultores, pescadores, mineros, etc., antes de poder hacer uso de los recursos naturales; artesanos antes de que pueda fabricar bienes, y comerciantes antes de que puedan ser distribuidos. Pero una vez que estos existan, ¿qué ¿Hay necesidad de directivas gubernamentales, movilizaciones obreras o asambleas periódicas? Sólo se debe dejar que cada hombre utilice sus propias capacidades y ejerza su fuerza para obtener lo que quiere"
Se puede decir que las familias adineradas de Huang-Lao consideraban al emperador como un "primus inter pares" (primero entre iguales; el miembro mayor o representante de un grupo) en lugar de alguien investido de autoridad absoluta. Naturalmente, como alguien que favorece su clase e ideología con esto, el trabajo de Sima Tan estaba bastante sesgado hacia el taoísmo y el feudalismo (o la versión china del mismo). Sima Qian consideraba al emperador Wen de Han y al emperador Jing de Han, a la emperatriz viuda Dou, a Cao Can, a Chen Ping y a Tian Shu como defensores del Huang-Lao.
La filosofía taoísta de Huang-Lao fue favorecida en las cortes Han occidentales del emperador Wen (r. 180-157 a. C.) y el emperador Jing (r. 157-141 a. C.), antes de que el emperador Wu (r. 141-87 a. C.) estableciera el confucianismo como filosofía oficial del estado. Bajo el reinado de Wu, asesores como Tian Fen despidieron a los seguidores del taoísmo y, bajo Dong Zhongshu, los no confucianos fueron prohibidos y las teorías de gobierno de Huang-Lao se incorporaron a un nuevo confucianismo.
En este eclipse de la tradición, Ji An fue un exponente presentado por Sima Qian como seguidor de Huang-Lao. Fue fuertemente atacado por los leales Gongsun Hong y Zhang Tang . Ji An provenía de una familia privilegiada y era un poderoso representante que favorecía a las familias adineradas, mientras que Gongsun Hong y Zhang Tang denunciaban la lujuria, tenían hábitos frugales y guiaban la centralización y aumento de la autoridad y regulación por parte del emperador; a cambio, Ji An criticó a estos oponentes, el código legal confuciano reformulado y las intervenciones del emperador Wu, en contraste con los gobernantes anteriores que seguían la no acción. Finalmente, Gongsun Hong y Zhang Tang lograron la degradación de Ji An, además de poner fin a otros grupos de interés en la corte, con la muerte de Liu An.

## Textos
Si se consideran los títulos que contienen el nombre "Emperador Amarillo" en la bibliografía conservada en el Hanshu, el único que sobrevive es el Huangdi Neijing. La mayoría de los textos del movimiento Huang-Lao han desaparecido, y los estudios académicos han asociado tradicionalmente la escuela filosófica con los clásicos chinos sincretistas, a saber, el legalista Hanfeizi, el taoísta Huainanzi, pero también el más confuciano Guanzi y los textos que recogen el pensamiento de Xunzi. Algunas propuestas incluyen partes del taoísta Zhuangzi, secciones de los históricos Guoyu ("Discursos de los Estados"), Chunqiu Fanlu ("Rocío exuberante de los anales de primavera y otoño") y Lüshi Chunqiu ("Anales de primavera y otoño del Señor Lü"), el Heguanzi ("Libro del Maestro Heguan") y el tratado militar Huang Shigong San Lüe ("Tres Estrategias de Huang Shigong"), así como el Yinwenzi.
Randall P. Peerenboom critica la tendencia a clasificar todos estos textos juntos y convertir la etiqueta 'Huang-Lao' en un "cajón de sastre". Si se define de manera más estricta, nada anterior a la dinastía Han podría llamarse Huang-Lao. Ningún texto anterior a Qin utiliza realmente el término. Los estudiosos modernos están reinterpretando la clasificación de Huang-Lao tras el descubrimiento en 1973 de los manuscritos de seda de Mawangdui, que incluían cuatro textos, llamados Huang-Lao boshu (黄老帛书 "Textos de seda de Huang-Lao"), que se identifican de manera controvertida como el largamente perdido Huangdi Sijing ("Cuatro clásicos del Emperador Amarillo") o un texto relacionado con el Heguanzi.

## Sincretismo precoz
El sincretismo de textos "legalistas" como los de Shen Dao y el Han Feizi ha sido considerado como el primer ejemplo de Huang-Lao. Shen Buhai es el primer filósofo político conocido influenciado por tal ideología. Sin embargo, el argumento de Sima Tan de que Shen Buhai y Shen Dao estudiaron Huang-Lao es problemático. Como su portavoz, Sima Tan probablemente hace retroceder el origen de Huang-Lao tanto como sea posible. El estado de derecho de la corriente Huang-Lao difiere fundamentalmente, por ejemplo, del de Han Fei, favoreciendo el naturalismo, actuando como una restricción teórica del gobernante. Ni Shen Buhai ni Shen Dao articularon fundamentos naturales o éticos con relación al fa (método administrativo), ni hay fundamentos metafísicos en torno a los nombres (xing-ming). El Huang-Lao Boshu del período Han fundamenta fa y xing-ming en el Tao.
Varios capítulos del Guanzi, que concede considerable importancia a los valores confucionistas tradicionales, expresan lo que puede ser considerado una mezcla de filosofía legalista, confucionista y taoísta que puede ser llamada "Huang-Lao". Teniendo su base en el Estado Qi, se expandió hacia el sur al Reino de Chu. La cultura de Chu tenía su origen en la dinastía Han en la que emperadores como Jing estuvieron inmersos en un laissez-faire taoísta, y textos posteriores como el Huainanzi incluyen argumentos naturalistas contra el gobierno de la ley y en favor del gobierno de las personas dignas. Haciendo uso de otros aspectos de la filosofía Fa-Jia, con el dominio de la ortodoxia confucionista, todo ese material sería frecuentemente identificado como Fa-Jia.